# Пролетарська правда (газета)
«Пролетарська правда» (с укр. — «Пролетарская правда») — ежедневная газета, официальный печатный орган Киевского областного (до 1925 года — губернского, в 1930 года — окружного) и городского комитета Коммунистической партии (большевиков) Украины, областного (губисполкома, окрисполкома) и городского Советов депутатов, губпрофсовета.

## История
Создана 19 августа 1921 года путём слияния русскоязычных киевских газет «Коммунист» и «Киевский пролетарий», с 1 марта 1939 года — вечерняя газета «Большевик». Сначала также выходила на русском языке, а с 20 июня 1925 по 17 сентября 1941 года — на украинском.
С 28 октября 1943 года выходила под названием «Киевская правда».
В 1922—1924 годах выходил иллюстрированное приложение к газете на русском языке, а в 1931—1933 годах — приложение украинском языке. В 1932—1935 годах печатались специальные выпуски выездной редакции газеты на предприятиях и в учреждениях Киева и области.
C ноября 1923 года по декабрь 1935 года при газете выходил двухнедельный иллюстрированный универсальный журнал «Глобус».
С 1943 года газета выходила под названием Киевская правда.